# Internationale Vereinigung christlicher Unternehmer
Die Internationale Vereinigung christlicher Unternehmer (auch Internationale Vereinigung katholischer Arbeitgeber, fr.: Union Internationale des Associations Patronales Catholiques, Abkürzung: UNIAPAC; it.: Unione Internazionali Cristiana dei Dirigenti d’Impresa) ist eine Vereinigung von Gläubigen in der römisch-katholischen Kirche. Sie wurde im Jahre 1931 gegründet und vom Päpstlichen Rat für die Laien in die Liste der internationalen Vereine und Vereinigungen von Gläubigen aufgenommen und ebenfalls als eine internationale Organisation päpstlichen Rechts anerkannt. Die Nicht-Regierungsorganisation hat Beraterstatus im Wirtschafts- und Sozialrat der Vereinten Nationen, der UNESCO, der ILO und der Internationalen Organisation für Arbeit und Wirtschaftsmission für Lateinamerika. Als Verbandsmitglieder zählt die Vereinigung 31 selbständige christliche Unternehmerverbände, die aus 25 Ländern kommen.

## Geschichte
Im Jahre 1931 schlossen sich katholische Unternehmer aus den Niederlanden, Belgien und Frankreich zur „Internationalen Konferenz der Vereinigung Katholischer Unternehmer“ zusammen. Deutschland, Italien und die damalige Tschechoslowakei bekleideten einen Beobachterstatus. Die Unternehmer und Führungskräfte hatten sich zum Ziel gesetzt, sich der christlichen Soziallehre, die auf der Enzyklika Rerum Novarum basierte, zu verpflichten. Nach dem Zweiten Weltkrieg entwickelte sich die UNIAPAC über die europäischen Länder hinaus auch in Lateinamerika. Seinen heutigen Namen erhielt die Union in den 1960er Jahren nach dem Zweiten Vatikanischen Konzil und erweitert ihre Tätigkeiten auch in Asien und Afrika. Seit 1975 werden zwischen der Kirche und multinationalen Unternehmen „Dialoge“ geführt.

## Selbstverständnis
Die UNIAPAC versteht sich als Forum zum Austausch und der Begegnung von Unternehmen und Führungskräften. Dabei beabsichtigen sie den Mitgliedern bei der Verbindung unternehmerischer Dynamik und den wirtschaftlichen Bedürfnissen zu helfen. Sie möchten eine Philosophie  vermitteln, die sich an der katholischen Soziallehre orientiert und sie wollen Initiativen fördern, die geeignet sind, die vorgegebenen Ziele zu erreichen.
Zur Umsetzung ihrer, in der Zwischenzeit auf ökumenische Zielvorgaben erweiterte Bestrebungen, organisiert die Vereinigung Seminare, führt Kolloquien und Kongresse durch und veröffentlicht Studien und Fachschriften. Die UNIAPAC bringt sich aktiv in die Diskussion um Schuldenerlasse in den Ländern der Dritten Welt ein.

## Organisation und Verbreitung
Zu den Mitgliedsverbänden zählen nationale und internationale christliche, auf der Basis des ökumenischen Verständnisses, Unternehmensorganisation. Die Entscheidungs- und Orientierungsfunktion wird vom Verwaltungsrat wahrgenommen, er besteht aus dem Präsidenten, den Vizepräsidenten, den Vorsitzenden der Mitgliedsverbänden und vier Kirchlichen Assistenten. Auf Vorschlag des Präsidenten wählt der Verwaltungsrat einen Generalsekretär, von dem das Generalsekretariat geleitet wird. Ein weiteres Organ ist das Planungskomitee, in regelmäßigen Abständen wird eine Generalversammlung abgehalten.
Die UNIAPAC setzt sich aus 32 Mitgliedsvereinigungen (Stand 2014) aus 25 Ländern zusammen, davon stellt Afrika, Nordamerika und Asien je einen Verband, Europa 13 Verbände und Südamerika 9 Verbände. Aus Deutschland ist der Bund Katholischer Unternehmer (BKU) angeschlossen, die Schweiz ist mit der Vereinigung Christlicher Unternehmer vertreten. Als Publikationen vertreibt die UNIAPAC das Informationsblatt Uniapac News (auf Französisch, Englisch und Spanisch) und die Schriftenreihe Les Cahier Socia-Économiques l’UNIAPAC.